# Mont-Terrible
Departamentul Mont-Terrible (franceză Département du Mont-Terrible) a fost un departament al Franței din perioada revoluției. A fost numit după denumirea contemporană în franceză a Vârfului Terri, situat actualmente în Elveția.
Departamentul a fost format în 1793 prin anexarea Republicii Rauraciane, o republică-soră a Republicii Franceze constituită în 1792 din teritoriul fostului Episcopat Basel. În 1797 este atașat fostul principat Montbéliard, ce făcea anteriotr parte din departamentul Haute-Saône.
În 1800, odată cu reorganizarea administrativă a departamentelor, Mont-Terrible este desființat, fiind atașat departamentului Haut-Rhin, in cadrul căruia formează 2 arondismente: Delémont și Porrentruy.
În 1815, teritoriul ce a constituit departamentul Mont-Terrible este împărțit între departamentul Doubs (Montbéliard) și Elveția (Cantonul Jura și partea franceză a Cantonului Berna).